# Forholdstal
Forholdstal vil sige talmæssige størrelser set i forhold til hinanden. I modsætning til procentsatser udtrykkes dette normalt i hele tal, og disse hele tal lagt sammen giver normalt et sumtal væsentligt større end 1, hvorimod procentisk angivne størrelsesforhold altid skal give summen 100% = 1. 
Fra dagligdagen kendes forholdstal f.eks. fra opskrifter: "Du skal bruge så og så mange dele af det materiale, så og så mange dele af det materiale og så og så mange dele af det materiale. Det hele hældes sammen, og så tilsætter du vand under stadig omrøring vand indtil ..." osv. osv.
Eksempel fra matematikken: I en trekant kan sidernes forholdstal være: 3 : 4 : 5. Så ved vi fra den pythagoræiske læresætning, at trekanten må være en retvinklet trekant, idet (3 x 3 = 9) + (4 x 4 = 16) er lig med (5 x 5 = 25). Det betyder ikke, at trekantens sider er eksempelvis hhv. 3m, 4m, og 5m lange. Forholdstallene siger kun noget om, hvor lange siderne er i forhold til hinanden. Siderne kan være 3mm, 4mm og 5mm lange, eller de kan være 3km, 4km og 5km lange for den sags skyld.
Hvis man skal regne ud, hvordan en givet mængde skal fordeles ud fra et sæt forholdstal, gøres det hurtigt og nemt på følgende måde:
Lad os sige at mængden, der skal fordeles er M, samt at folholdstallene, der skal fordeles efter er N1, N2, N3 ... osv.
1. Læg alle forholdstallene sammen. Derved fås summen S = (N1 + N2 + N3 ... osv.)
2. Divider hver af forholdstallne med S. Derved fås serien: Q1 = N1/S, Q2 = N2/S, Q3 = N3/S ... osv.
3. Multiplicer så hvert enkelt element af denne serie med M, og du får andelsserien A1 = Q1 x M, A2 = Q2 x M, A3 = Q3 x M ... osv.